# Sean Gregan
Sean Matthew Gregan (* 29. März 1974 in Guisborough, England) ist ein ehemaliger englischer Fußballspieler.

## Vereinskarriere
Sean Gregan spielte in seiner Jugend beim FC Darlington. Fünf Jahre lang lief er für die „Quakers“ in der dritten und vierten englischen Liga auf, ehe er 1996 für 350.000 Pfund von Preston North End verpflichtet wurde. Für Preston bestritt Gregan in sechs Jahren über 250 Ligaspiele und wurde zweimal zum vereinsinternen Spieler des Jahres gewählt. Die Fans nannten ihn in dieser Zeit aufgrund seiner kompromisslosen Verteidigungsarbeit und dem hohen Einfluss, den er auf seine Mitspieler ausübte, schlichtweg Gott. Im August 2002 wechselte der Engländer für zwei Millionen Pfund zu West Bromwich Albion, die zuvor in die Premier League aufgestiegen waren. Einige Fußballexperten, wie beispielsweise Rodney Marsh, waren nicht von den Qualitäten des Abwehrspielers überzeugt und kritisierten daher den Wechsel. Gregan etablierte sich jedoch entgegen diesen kritischen Meinungen zum Stammspieler in der Abwehr von West Bromwich. Dennoch stieg der Verein am Saisonende ab und in der Folgesaison sogleich wieder auf.
Nach der Aufstiegssaison wurde er vom damaligen Leeds United Trainer Kevin Blackwell verpflichtet. Bei Leeds musste sich Gregan von seiner angestammten Verteidigerrolle lösen und immer wieder andere Aufgaben und Positionen im Spiel übernehmen. Aufgrund dieser Tatsache und auch bedingt durch die guten Leistungen anderer Defensivspieler kam er in der Saison 2006/07 nur noch selten zum Einsatz. Es folgte ein zweimonatiger Leihvertrag bei Oldham Athletic, der im Januar 2007 auslief. Gregan war jedoch zufrieden bei Oldham und unterzeichnete kurze Zeit später einen Vertrag bis zum 30. Juni 2009. Zum Ende der Saison 2008/09 betrachtete ihn der im Frühjahr eingestellte Trainer Dave Penney als überschüssigen Spieler, der den gestellten Anforderungen auch aufgrund seines Alters nicht mehr gerecht werden könne. Wenige Zeit später änderte Penney jedoch seine Meinung und Sean Gregan unterzeichnete nochmals einen Einjahresvertrag für die folgende Saison.